# Richard Kalloe
Richard Biswamitre Kalloe (9 oktober 1949) is een Surinaams politicus van Hindoestaanse afkomst.

## Biografie
Kalloe is afgestudeerd ingenieur (Landbouwuniversiteit Wageningen) en landbouwconsulent. Hij was minister van Handel en Industrie in de eerste regering-Venetiaan. Op 20 september 1996 werd hij beëdigd als minister van Openbare Werken in de regering-Wijdenbosch II. Zijn benoeming was omstreden; hij behoorde tot de twee kandidaten van de BVD tegen wie vicepresident Pretaap Radhakishun grote bezwaren had. Radhakishun dreigde op 16 september zelfs met aftreden. Het ministerschap van Kalloe was van korte duur; op 16 januari 1997 werd hij benoemd tot algemeen directeur van de Nationale Ontwikkelingsbank (NOB), op voordracht van zijn partijgenoot minister Atta Mungra van Financiën. Hij werd als minister opgevolgd door Rudolf Mangal. Als directeur van de Ontwikkelingsbank werd hij beschuldigd van wanbeleid. Hij werd bij de BVD voorgedragen voor royement, en werd later presidiumlid van de A 1.
Kalloe is columnist bij het dagblad De Ware Tijd, en was presentator van het radioprogramma Het nieuws nader bekeken van Radio Apintie. Toen het programma in juni 2002 werd gestopt, beweerde Kalloe dat dat gebeurde in opdracht van de NPS. Zijn bewering, in de uitzending van 16 juni, dat de NPS meer wist van de mysterieuze verdwijning van 400 ton padie zou de NPS in het verkeerde keelgat zijn geschoten. Kalloe maakte toen de overstap naar de Nationale Democratische Partij (NDP) van Desi Bouterse waar hij hedendaags nog steeds werkzaam is.
In september 2012 was Kalloe als lid van de NDP te gast in Info Act, het televisieprogramma van de Surinaamse overheid. Presentator Clifton Limburg vroeg Kalloe op een bepaald moment in het programma wat hij ervan vond dat NDP-coalitiepartner Paul Somohardjo in Ecuador gesprekken had gevoerd met Chan Santokhi, voorzitter van de oppositiepartij VHP, over een eventuele toekomstige samenwerking. Kalloe zei dat "zoiets te verwachten was van iemand zoals Somohardjo" en zei ook dat "Somohardjo geen ontwikkelingsvisie had". Somohardjo raakte erg verontwaardigd hierover en noemde Kalloe een "gestructureerde mislukkeling" en zei dat "alles wat Kalloe aanraakt gedoemd is te mislukken". De zaak escaleerde helemaal toen Somohardjo dreigde met het uitreden van de Pertjajah Luhur uit de coalitie (hierdoor zou de regering van president Bouterse geen meerderheid meer hebben in het parlement). 